# Olly Wilson
Pour les articles homonymes, voir Wilson.
Olly Woodrow Wilson, Jr., né le 7 septembre 1937 à Saint-Louis (Missouri) et mort le 12 mars 2018 à Oakland (Californie),, est un compositeur américain de musique contemporaine, pianiste, contrebassiste et musicologue.
Il est l'un des principaux compositeurs d'ascendance africaine. Il est également connu pour avoir créé le programme TIMARA (en anglais : Technology in Music and Related Arts) au Conservatoire de musique d’Oberlin, premier programme de musique électronique dans un conservatoire.

## Biographie

### Jeunesse
Olly Wilson naît à Saint Louis, d'Alma Grace Peoples Wilson, couturière, et Olly Woodrow Wilson, Sr., courtier en assurances et maître d'hôtel.
Il obtient un B.M. (en) de l'Université Washington de Saint-Louis en 1959, et un M.M. (en) en composition musicale de l'Université de l'Illinois en 1960. On compte parmi ses professeurs de composition Robert Wykes, Robert Kelley et Philip Bezanson. Il reçoit un Ph.D. de l'Université d'Iowa en 1964.
Olly Wilson a étudié à la Florida Agricultural and Mechanical University et au Conservatoire de musique d'Oberlin (1965-1970).

### Carrière
Olly Wilson est professeur émérite de musique à l'Université de Californie à Berkeley, où il a enseigné de 1970 à 2002. Il a également été président du département de musique de l'université entre 1993 et 1997. Parmi ses élèves, on compte Neil Rolnick, Dwight Banks, Robert Greenberg, Tony Williams (batteur de jazz) et Frank La Rocca.
Il a reçu des commandes de l'Orchestre symphonique de Chicago et l'Orchestre philharmonique de New York. En 1995, il est élu à l'Académie américaine des arts et des lettres.
En 1971, il reçoit une Bourse Guggenheim, qu'il utilise pour vivre en Afrique de l'Ouest, où il étudie la musique et les langues africaines. En 2008, il reçoit un Prix de Rome américain.
La musique d'Olly Wilson est publiée par Gunmar Music (division de G. Schirmer). Sa musique a été enregistrée sous les labels Columbia, CRI, Desto, Turnabout et New World.